# Дальше
Дальше (пол. Dalsze, нім. Woltersdorf) — село в Польщі, у гміні Мислібуж Мисліборського повіту Західнопоморського воєводства.
Населення — 150 осіб (2011).
У 1975-1998 роках село належало до Гожовського воєводства.

## Демографія
Демографічна структура станом на 31 березня 2011 року:
|          | Загалом | Допрацездатний вік | Працездатний вік | Постпрацездатний вік |
| -------- | ------- | ------------------ | ---------------- | -------------------- |
| Чоловіки | 81      | 18                 | 58               | 5                    |
| Жінки    | 69      | 12                 | 47               | 10                   |
| Разом    | 150     | 30                 | 105              | 15                   |